# Derby (Iowa)
Derby – miasto w Stanach Zjednoczonych, w stanie Iowa, w hrabstwie Lucas. Zgodnie ze spisem statystycznym z 2000 roku, miasto liczyło 131 mieszkańców.